# Celama rufimixta
Celama rufimixta är en fjärilsart som beskrevs av George Francis Hampson 1909. Celama rufimixta ingår i släktet Celama och familjen trågspinnare. Inga underarter finns listade i Catalogue of Life.